# 鋼鉄の咆哮2 ウォーシップコマンダー
鋼鉄の咆哮2 ウォーシップコマンダー（くろがねのほうこうツー ウォーシップコマンダー）は、マイクロキャビンが開発し、コーエーから2002年にWindows版が発売された第二次世界大戦期を題材にした海戦アクションゲームである。しばしば『2』『（エクストラキットに対しての）無印2』『WSC2』等と略される（以下、『2』と略記）。
鋼鉄の咆哮シリーズのWindows版第2作である。PS2版も2004年に発売されているが、PS2では鋼鉄の咆哮2 ウォーシップガンナー (WSG) が先に発売されているため、PS2版ではシリーズ第3作となる。

## 鋼鉄の咆哮2 ウォーシップコマンダー

### 概要
鋼鉄の咆哮シリーズのWindows版第2作にあたる。2002年に発売。

### ストーリー
第二次世界大戦が激化する中、プレイヤーは極秘の奇襲作戦の為軍艦に乗務し、目標海域に向かう途中であったが、突如として奇妙な光に包まれ、異次元世界（パラレルワールド）へと飛ばされてしまう。その直後謎の軍艦に襲撃を受け危機に陥るプレイヤーだったが、「第零遊撃部隊」を名乗るもの達に助けられる事となる。彼らの話によると光の向こう側の世界では、「超兵器」なる兵器が出現しており、プレイヤーが光の向こう側の世界に飛ばされたのもその「超兵器」が持つ特殊能力のためであるらしい。プレイヤー達は「超兵器」を破壊する為、ひいては自らの帰還と、元の世界への「超兵器」の干渉を防ぐため、その発生するノイズを追いかけて世界中を駆け巡る。

### 特徴と変更点
グラフィック等は『1』から劇的に変化した部分はない。一方、ゲームシステムの面ではかなりの変化があった。
『1』では常に1隻での出撃だったが、『2』ではプレイヤー艦の他に、既製の艦船を従属艦として3隻まで、即ち最高4隻での出撃が可能になった。『1』では、作戦目標は1マップにつき1つが原則であったが、『2』では複数（マップと条件によっては10以上）の目標が提示される。目標には「主目標」と「副目標」があり、「主目標」を最低1つ達成しないとステージクリアしたことにならない。
パーツの種類が増え、又、特定のパーツについては「特殊研究機関」に預けることでパワーアップが図れるようになった。また、新しく搭載された「簡易設計」システムにより同種類のパーツの交換が簡単になった。
史実艦に基づいた「組み立てキット」が導入され、艦船設計時に一からパーツを組み合わせる必要がなくなった。しかし実際には、（現実世界では高性能であっても）ゲームの中で全く改造せずにそのまま利用できる艦は、ごくごく一部である。
漂流兵の扱いが変わり、10人貯めずとも、1人回収した時点で耐久力が（僅かではあるが）回復するようになった。
またストーリーモードとは別に「サバイバルモード」が追加された。内容はストーリーモードの艦で最初のステージから装備を変更せずにどこまでいけるか競うモード。

### 登場超兵器
敵ユニットは難易度によって性能が変化（例外もある）するため、「NORMAL」を基準に解説する。
超高速巡洋戦艦「シュトゥルムヴィント」
最初に戦うボスキャラクター、もとい超兵器。ドイツ軍の巡洋戦艦である。艦尾にロケットエンジンを二基搭載しており、これにより最大速力70ノットの機動性を持つ。主砲は3連装35.6cm砲4基で、雷装として酸素魚雷や誘導魚雷を搭載、船体後部には多数のミサイルVLSを装備している。他の超兵器と異なり肩書に「巨大」とつかない通り通常戦艦程度のサイズで、巡洋戦艦でもあるため装甲は薄い。
超高速巡洋戦艦「改シュトゥルムヴィント」
上記シュトゥルムヴィントの改良型。ゲーム終盤に数多く登場する。 ゲーム内及び攻略本では「改シュトゥルムヴィント」と表記されているが、実際にはデータ上で「シュトゥルムヴィントⅡ」と「改シュトゥルムヴィント」の2種類が存在する。本編のシナリオであるFエリアまでに登場するのは前者であり、全スペックの向上に加え、超音速魚雷や小型レーザー、βレーザーなどの光学兵器まで装備している。後者はゲームクリア後の特別作戦に登場するが、「Ⅱ」と同じく全体的な性能や武装は強化されているものの、光学兵器は搭載しておらず、純粋にシュトゥルムヴィントの性能を底上げしたようなステータスを持つ。
超巨大潜水艦（超巨大潜水戦艦）「ドレッドノート」
Aエリアのボス、イギリスの潜水艦超兵器。戦艦よりも遥かに巨大な船体を持つ潜水艦であり、艦底や艦首には多数の魚雷発射管、船体前部には多数のVLSを装備している。潜水艦でありながら船体上部に45.7cm砲が搭載されており、耐久力が減ると浮上して砲撃戦を仕掛けてくるため「超巨大潜水戦艦」とも呼ばれている。
超巨大潜水艦「改ドレッドノート」
ドレッドノートの改良型、全体的な強化が施されている。
前記したシュトゥルムヴィント同様にゲームと攻略本表記では「改ドレッドノート」だが、実際には「ドレッドノートⅡ」と「改ドレッドノート」が存在。同様に本編シナリオに登場するのは前者であり、兵装は50.8cm砲、超音速魚雷や多弾頭ミサイルVLSなどに強化されている他、浮上時にはβレーザー、小型レーザー、誘導荷電粒子砲まで使用する。後者はゲームクリア後の特別作戦に登場し、純粋な性能強化にとどまっている。
超巨大高速空母「アルウス」
前作では「巨大空母」として登場したボス。今作では艦尾に2基のブースターを装備し、最大速力60ノットを発揮する「高速空母」として登場する。巨体であるため艦載機の数は非常に多い他、母艦本体もミサイル発射機を多数装備しているため、戦闘能力も比較的高い。空母であるため装甲はやや薄い。
Bエリアではステージを失敗するごとに出現ポイントが変化するギミックが存在するが、エクストラキットを導入するとバグが発生し登場しなくなる場合がある。
超巨大高速空母「改アルウス」
アルウスの改良型。全体的なスペックが強化され、長射程で攻撃力が高く、目標手前で小型ミサイルに分裂する「多弾頭ミサイルVLS２」を装備している。耐久面が格段に強化されており、中盤の戦艦超兵器に匹敵する耐久力を持ち、速力はシュトゥルムヴィントに匹敵する75ktを発揮する。
超巨大双胴強襲揚陸艦「デュアルクレイター」
Bエリアの最終ボス。双胴船体を持つ強襲揚陸艦。60cm噴進砲や30cm噴進砲などの大型の噴進砲、3連装38.1cm砲65口径を8基24門も備える他、装甲は対46cm砲防御であるため揚陸艦とは思えないほど戦闘能力が高い。艦尾には二つのウェルドックを備えるため、魚雷艇や揚陸艇を搭載することも可能である、ゲーム中では数十の攻撃艇（魚雷艇、ミサイル艇、レーザー艇）を放出し戦わせる戦法をとる。船体後部には巨大な飛行甲板も備えるが、艦載機を使用するステージは少数に限られている。全体的な性能が上がり、80cm噴進砲を装備した改良型も登場する。
「エクストラキット」を導入することにより、魚雷艇のグラフィック及びユニットがプレイヤーが使用するタイプと同様の物に変更されるため、Bエリアでは非常に手強くなる。
超巨大爆撃機「アルケオプテリクス」
逆ガルウィングと双胴式の機体を持つ超巨大爆撃機。爆撃機ではあるが、機体の上部と下部に30.5cm砲65口径を10門も搭載しており、なおかつ航空機とは思えないほどの重装甲を備える。重装備でありながらも亜音速ほどの飛行速度を発揮することも可能。航空基地の格納庫から出現する場合もあるが、離陸中に滑走路を破壊するとそのまま撃破できる。
超巨大爆撃機「改アルケオプテリクス」
ゲーム終盤に登場、NY沖で2機同時に飛来する。他の改良型と同じく全体的な性能が強化されており、新たに長距離ASMや対空パルスレーザーを装備している点などは変わらないが、画面を埋め尽くすほどの弾幕で攻撃するようになる。プレイヤーの間では指揮値が一定を超えたときになぞり「発狂モード」と呼ばれている。
超巨大双胴戦艦「播磨」
Cエリアの最終ボス。巨大な戦艦を二隻横並べにして連結させた双胴戦艦。主砲は50.8cm砲8基24門、さらに副砲に20.3cm砲を10基30門装備しており、船体前部と後部にはVLS（多弾頭ミサイルVLS２）を装備するなど大火力を備える。ブリーフィングによると、播磨型1隻で東京湾に飛来した航空機100機を撃墜したとされる（実際に空母を使用し艦載機で攻撃するとあっさり撃沈できてしまうが、これはCPUに対空モードが搭載されておらず、航空機に対しては機関砲及びミサイルでしか攻撃しないためである）。
エクストラキットを導入した場合、Cエリアの最終ステージでは時間経過で後記するユニットに変化する。
超巨大双胴戦艦「駿河」
播磨の同型艦。ゲーム本編どころか攻略本にすら一切名前は出てこない(内部データでのみわかる)。Eエリアに主目標「播磨」と表示されるステージがあるが、データ上ではこの艦が「駿河」である。播磨と同様に50.8cm砲や20.3cm砲を装備しているが、より長砲身化されている他、超怪力線照射装置や小型レーザーなどのレーザー兵器も搭載している。最大速力や装甲も強化されているため、戦闘能力は播磨を超える。
超巨大高速潜水艦「ノーチラス」
アメリカの超兵器潜水艦。最大速力42ノットの超高速潜水艦であり、武装も超音速魚雷や多弾頭ミサイルVLS２、などの高レベルの兵装で非常に密度の高い攻撃を行う。ドレッドノートとは違い純粋な潜水艦であるため浮上しての行動はしない。「ドレッドノート」とかなり近い形状だが、ドレッドノートはイギリスの超兵器であり本級はアメリカ軍の超兵器で、同型艦とも明記された文献は無い（後に発売されたPlayStation 2作品では同型艦という設定に変更されている）。
エクストラキットを導入すると、速力が37ktまで落ちて弱体化される。
超巨大光学迷彩戦艦「リフレクト・ブラッタ」
アメリカの超巨大戦艦。常に光学迷彩を展開しており、その姿形を全く視認することができない。ハワイ沖で「カメレオン実験」と呼ばれる作戦に従事し、光学迷彩装置の実験を行っていた模様。武装は50.8cm砲60口径や25.4cm砲、ミサイルの他、エレクトロン２や小型レーザーなどの光学兵器も搭載している。完全に視認は不可能だが、ダメージを与えるごとに一瞬だけ姿が見える。撃沈すると光学迷彩が解除される演出が入り、奇抜な形状の船体を確認できる。
超巨大光学迷彩戦艦「改リフレクト・ブラッタ」
終盤に登場するリフレクト・ブラッタの改良型、武装や速力など全体的な性能はかなり強化されている。特に主砲は50.8cm砲60口径から56cm砲75口径に強化されているため砲撃能力の強化が著しい。
超巨大ドリル戦艦「荒覇吐」
Dエリアのボス。前作では「巨大戦艦」として登場した戦艦だが、本作では艦首に巨大なドリルを1基、船体側面に巨大ブレードを4基装備した「ドリル戦艦」として登場する。381mmガトリング砲やミサイル、新型プラズマ砲やクリプトンレーザーなど光学兵器を装備しており、艦尾にある2基のブースターにより50ノット近い速力も発揮する。平行世界での日本軍が起こした第二次ミッドウェイ海戦に投入されており、プレイヤーは作戦終了直後に突撃するため、戦艦を主力とした山本五十六元帥の艦隊、南雲忠一中将の南雲機動部隊などの大規模な艦隊を相手にしながら荒覇吐と戦闘することになる。
超巨大戦艦（超巨大擬装戦艦）「ストレインジ・デルタ」
三角形の巨大船体の上部に小型戦艦相当の船体を持つ、半潜水艇のような特徴を持つ超兵器。船体のほとんどを潜航させ小型船体のみを海上に出すことにより、小型戦艦に擬装している。偽装中は45.7cm砲や荷電粒子砲、ミサイルなど比較的大人しい武装だが、浮上すると拡散プラズマ砲や超音速魚雷、56.0cm砲60口径などの高火力兵器による攻撃に切り替わる。
浮上した巨大船体には何故か当たり判定が存在しないが、続編にあたるエクストラキットのあるステージで「ホログラフィ」と説明が入る。しかしハンドブックにはホログラフィについての記述が無く、浮上演出には船体全体に波が被っており、撃沈すると小型船体以外も損壊する描写が入る。また巨大船体に攻撃は当たらないものの、船体が触れると舵が効かなくなるなど、仕様かどうか疑わしい接触判定も残っている。
超巨大二段空母「ペーター・シュトラッサー」
ドイツの超兵器。二層になった飛行甲板を持つ多段式空母。空母ではあるが、高威力のクリプトンレーザーや拡散荷電粒子砲などの光学兵器を装備している他、最大速力45ノットに対51cm砲防御の装甲など、戦艦のような性能を持ち非常に戦闘能力が高い。
超巨大二段空母「改ペーター・シュトラッサー」
ペーター・シュトラッサーの改良型。耐久面が大幅に上がっており、速力はアルウスに匹敵する60ktを発揮する。クリプトンレーザーは新型エレクトロンレーザーに強化され、新たにαレーザーも装備している。
超巨大レーザー戦艦「グロース・シュトラール」
Eエリアのボス。ドイツの超巨大戦艦で、船体各部に高出力のレーザー兵器を搭載している。武装は光学兵器主体であり、不規則な弾道を描く「αレーザー」、3本のレーザーが着弾地点で密集する「βレーザー」、目標地点から8本に分裂し広範囲を薙ぎ払う「γレーザー」など非常に攻撃能力が高く、実弾兵器はミサイルのみである。最大速力41ノットの高速戦艦でもある。ブリーフィングによるとフォークランド諸島を占領していたイギリス軍の巨大戦艦を一瞬にして撃沈し、同島を奪還した模様。
超巨大レーザー戦艦「改グロース・シュトラール」
グロース・シュトラールの改良型、各種性能が強化され、速力は50ktを超えるほど高速になっている。戦力温存のためかフィヨルドの奥深くにて機関を停止した状態で隠されていた。これにより、超兵器は機関停止中にノイズを発しない事が判明した。
超巨大氷山空母「ハボクック」
イギリス最大の超兵器。船体の周囲に氷を発生させることができる超巨大空母で、現実世界にモデルとなった艦が存在する唯一の超兵器である。船体に損傷を負っても海水を凍らせて修復することで常に回復し続けるが、攻撃で火災が発生すると修復機能は一時的に停止する。空母とされてはいるが、甲板には56.0cm砲15門やガトリング砲、小型レーザーや誘導荷電粒子砲などの光学兵器があるため艦自体の火力も戦艦並みに高い。超兵器の中で最大の大きさを誇る上に大量の氷をまとっているためためか、速力は20ktと非常に遅い。後の作品で氷の下は双胴型の船体だった事が判明する。
エクストラキットを導入すると装甲が格段に下がるため、大幅に弱体化する。
超巨大航空戦艦「ムスペルヘイム」
グロース・シュトラールに似た戦艦の両脇に、ペーター・シュトラッサー級空母を連結させた左右非対称の三胴型航空戦艦。「重力砲」という兵器を装備する。これは一定時間チャージ後に黒いエネルギー弾のようなものを高速で撃ちだし、着弾地点に疑似重力場を発生させる物であり、敵味方関係なく無差別に吸い込み破壊する(ただしCPUが使用した場合に限り自爆ダメージは一切なし）。その他にも副砲には61.0cm砲を5基15門、電磁防壁を無視して船体を貫通する「圧縮プラズマ砲」、着弾地点で拡散する「拡散プラズマ砲」、βレーザーや多弾頭ミサイルVLSを装備、それに加えペーター・シュトラッサー2隻分の凄まじい量の航空機を用いるため、総合火力だけならヴォルケンクラッツァーにも匹敵する。両舷の空母部を切り捨てれば戦艦単独で行動することが可能である。
エクストラキットを導入すると合体時の装甲が大幅に弱体化するが、HARD以上では未導入時と変わらない装甲になっている。
超巨大戦艦「ヴォルケンクラッツァー」
究極超兵器「波動砲」を搭載したドイツの超巨大戦艦。ハボクックの次に巨大な船体を持つ。高出力エネルギーを射出する波動砲が主砲であるが、その他にも3連装の80.0cm砲を4基12門、実弾兵器で最も威力の高いレールガンを2基、高ランク光学兵器のδレーザーや誘導荷電粒子砲など、他の超兵器を圧倒するほどの火力を備える。この波動砲の破壊力によるものか、続編にあたるエクストラキットでは地形が大きく変わってしまっている。その戦闘能力から「ヴォルケンクラッツァー級は2隻あれば地球を滅ぼすことができる」とまで言われている。
艦名のヴォルケンクラッツァーはドイツ語で「摩天楼」を意味し、名前の由来は「全砲身を最大仰角にするとまさに摩天楼の如し」と、ハンドブックのインタビューで監督より明言されている。戦闘の際に流れる専用BGMには、前作の『鋼鉄の咆哮 ウォーシップコマンダー』のヴォルケンクラッツァー戦で使われたフレーズなどが入っており、ファンの間で高い人気がある。
超巨大戦艦「ルフトシュピーゲルング」
ヴォルケンクラッツァー級の2番艦。基本性能は同一であるが、波動砲ではなく重力砲を搭載している点のみ異なる。名前はドイツ語で「蜃気楼」を意味する。名前の由来は「ヴォルケンクラッツァーの姿を映した蜃気楼」という意味で、重力砲を装備しているのは波動砲の増産が間に合わなかったためである。これについては、高角砲の不足を受けて機銃を搭載した戦艦「武蔵」を意識していることがハンドブックのインタビューで監督より明言されている。

## 鋼鉄の咆哮2 ウォーシップコマンダー エクストラキット

### 概要
第2作目の拡張キットで、ストーリーとしては第2作目の続編に当たる。2003年発売。しばしば『EK』『2EK』『く（いわく、アルファベットのEKに似ている為）』等と略される（以下、『2EK』と略記）。

### ストーリー
「超兵器」をすべて破壊した事で、元の世界に戻る為の光が発生した。プレイヤーの艦が光の中に入り込む直前、突如として、全滅させたはずの「超兵器」のノイズが検出された。プレイヤー達は残った「超兵器」を完全に破壊する為、光への突入を中止し、再び世界を回る。

### 特徴と変更点
コーエーの作品に多い「パワーアップキット」の一種だが、パワーアップキットとは異なり、『2』本体がなくても『2EK』単体で動作する。しかし実際には、『2EK』のみでプレイしたとき、『2』のみの場合に比べて難易度はかなり高くなり、技術力にも制限がかかる為、高性能のパーツを入手しても設置できない等の問題がある。
逆に『2』と『2EK』を両方インストールした場合、従来既製艦のみであった従属艦を自作艦から選べるようになったり、技術力の限界が『2』以上となり新規追加されたより強力な部品が生産できるようになる等の追加要素もある。
EXのステージに新たに登場する超兵器に一度負けると、超兵器が弱体化するシステムが導入されている。
また『2』のステージも『2EK』のシステムで遊べるため、この二作はセットで考えるべきだろう。実際、コーエーからもセット商品として『鋼鉄の咆哮2 〜ウォーシップコマンダー〜 プレミアムパック』が発売されている。
なお、この2EKのみステージの再チャレンジがエリア毎ではなく自由に行なえるようになっている。(『2』と『2EK』を両方インストールした場合、『2』のステージも含む)

### 新たに登場する超兵器
超巨大双胴戦艦「超播磨」
播磨の改良型。元の播磨より船体が一回り巨大化しており、装甲・武装共に大幅な強化が施されている。船体色が黒くなっているため全体的に暗いカラーリングになっている。武装の種類は播磨と変わらないが、主砲の50.8cm砲は更に長砲身に強化され、なおかつ最前列の副砲を2基撤去したことにより基数が8から10に増加。副砲は10基から8基に減少したものの、25.4cm砲に強化されているため、全体的な砲撃能力が向上している。最大の特徴として、新たに「実弾防御装甲」を展開させることができる。この実弾防御装甲は艦全体を囲うように展開され、展開前とは逆に明るい白のカラーリングになる。装甲展開後は60cm噴進砲、魚雷、ミサイル、超怪力線照射装置等、近接に特化した装備による攻撃を行う。巨大になったためか、播磨より旋回性能が悪い。
なお、実弾防御装甲の展開メカニズムは不明である。
超巨大ドリル戦艦「超荒覇吐」
荒覇吐の改良型。最大の特徴であるドリルが2本に増えている。武装が前方に集中配置されており、ロケットエンジンは撤去され、新たに大型ミサイル4基により高速性能を得ている。ガトリングやミサイル等による攻撃は荒覇吐と変わらない。新たに誘導魚雷も装備しているが、プラズマ砲が撤去されている。
超巨大潜水艦「改ドレッドノート」
Fエリアに登場したものとは別の改良型が登場。光学兵器は装備していないが、速力やミサイルによる攻撃が強化されている。
超巨大擬装戦艦「超ストレインジ・デルタ」
ステルス性を意識した奇抜な形状の三胴艦型巨大戦艦。いたるところにVLSを装備している。名前こそストレインジ・デルタだが、面影は無いに等しい。武装はミサイル、誘導魚雷、荷電粒子砲、ガスダイナミックレーザーなど。新たな機能として、船体を一部切り離し潜水する事が可能になっており、その際は新たに前部潜舵を展開する。潜航中は、衝撃波を発生させる光子魚雷、重力砲と同じ重力場を発生させる量子魚雷などの最高ランクの水雷兵器に加え、超音速魚雷や多弾頭ミサイルによる飽和攻撃を行う。
超巨大高速空母「超アルウス」
アルウスの改良型。艦橋が前方に位置するなど面影は残っておらず、後部に巨大な飛行甲板を備える。カタパルトやエレベーターの基数も増加しており、飛行甲板には大量のVLSを備える。武装も元のアルウスより格段に強化されており、多弾頭ミサイルVLS、ガスダイナミックレーザーを装備しているため、艦載機がいなくとも余裕で戦艦と渡り合うことが出来る。格納式の飛行甲板があり、可変後退翼の様に展開させることができる。このため、上部の甲板が破壊されても空母の機能は失われない。
飛行甲板展開後は専用BGMが流れるのだが、この曲は次回作「鋼鉄の咆哮3」でアレンジされ、連合軍超兵器との戦闘BGMとして使われている。
超高速巡洋戦艦「改シュトゥルムヴィント」
前作のFエリアで登場したものを更に上回る性能のシュトゥルムヴィント。主砲は大和型に匹敵する45.7cm砲になるなど全武装が更に一段階強化され、速力は水上艦超兵器の中で最速の90ktに達する。装甲は他の戦艦クラスの超兵器に匹敵、もしくはそれ以上に強化され、総合的な耐久力で言えば荒覇吐にも匹敵する。
超巨大航空戦艦「改ムスペルヘイム」
ムスペルヘイムの改良型。重力砲は「超重力砲」に強化され、エクストラキットで新登場した衝撃波で敵をなぎ払う新兵器「光子榴弾砲」を装備しているため、火力が大きく上昇している。耐久面はヴォルケンクラッツァーに匹敵するほどの性能になり、速力は45ktを発揮する上、空母部分を破棄した状態では50ktを超えるほど高速になっている。
超巨大氷山空母「ハボクック」
前回よりも格段に強化されたものが登場。装甲や武装が強化されている他、非常に遅かった速力も30kt以上を発揮するまでに改良されている。第零遊撃部隊を撃滅するために投入され、護衛に来た超アルウスと共に戦闘を繰り広げる。
巨大円盤型攻撃機「ヴリルオーディン」
ドイツの航空機型超兵器。その名の通りに巨大な空飛ぶ円盤である。アルケオプテリクスとは比べ物にならないほどの機動性を誇り、50.8cm砲やX線レーザー、ガトリング砲やリングレーザー等の強力な装備を有している。補助兵装には、エクストラキットで新登場した実弾兵器によるダメージを軽減する「防御重力場」まで装備しているため、攻撃面だけではなく防御面も強力である。ゲーム中では一切名前が登場しない。
超巨大戦艦「超ヴォルケンクラッツァー」
ヴォルケンクラッツァーの改良型。ブリーフィングでMAPが見られなくなるほどの超兵器ノイズを発する。副砲や対空兵器の増加により火力は上昇し、速力や耐久力も格段に強化されている。波動砲は連装式になり、ゲーム中最大威力の「量子波動砲」に強化され、改ムスペルヘイムに積まれていた光子榴弾砲などを装備している。補助兵装には実弾兵器の威力を下げる（跳ね返す）防御重力場も装備している。なお2の特別作戦に登場する超ヴォルケンクラッツァーとは別物である。
特定条件を満たすと、超ヴォルケンクラッツァーを自艦として操作する「摩天楼サバイバルモード」が解禁される。

## 鋼鉄の咆哮2 ウォーシップコマンダー(PlayStation 2版）

### 概要
2004年に発売された鋼鉄の咆哮2 ウォーシップコマンダーのPlayStation 2版だが内容は大きく異なる。PS2版では鋼鉄の咆哮2 ウォーシップガンナー (WSG) が先に発売されているため、PS2版ではシリーズ第3作となる。

### Windows版との違い

#### ストーリー
世界を二分する大国として認識されていたナーウィシアとウィルシアの微妙な軍事バランスの元、かろうじて軍事的停滞状況による平和を維持していた世界。しかし、突如としてウィルシアが周辺諸国へと侵攻を始め、その平和は破られる事となった。ナーウィシアを始めとする各国は独自戦力でこれを迎え討ったが、その侵攻は止まる事は無く、遂には最前線に存在したナーウィシア軍作戦司令部が陥落してしまう。様々な情報を収集、統合した結果、ウィルシア軍が現代の技術水準を超越した「超兵器」と呼ばれる巨大兵器を戦線投入している事が判明。指揮系統を失ったプレイヤーを含むナーウィシア残存艦隊は、独自にウィルシア軍に対する戦闘行動を開始する。

#### 特徴と変更点
PS2版では1作目と違いWindows版の移植ではなくオリジナルの作品となった。しかし「従属艦を3隻まで出撃可能」「副目標の追加」「組み立てキット（PS2版だと完成艦）」などのシステムは一緒である。大きく変更された点は以下の通り。
- ストーリーが逆の立場（超兵器などがパラレルワールドからやってくるという設定）
- グラフィックが完全3D化
- 「特殊研究機関」がない
- パーツは増えたが、Windows版ほどではない
- 一部の武装の性能が変化している（αレーザーやεレーザー）など
- 超兵器がWindows版より少ない（名前が若干変わったものもいる）など
- 従属艦に独自の指示を出せるようになった

### 登場超兵器
超高速巡洋戦艦「ヴィルベルヴィント」
PS2版の前作にあたる鋼鉄の咆哮2 ウォーシップガンナーにて登場した超兵器。PC版のシュトゥルムヴィントに相当する艦となっている。戦闘の際に流れる専用BGMはファンの間で高い人気がある。
超巨大潜水戦艦「ドレッドノート」
超巨大高速潜水戦艦「ノーチラス」
PS2版ではドレッドノートの準同型艦の扱いになっており、肩書きも「超巨大高速潜水戦艦」に変更されている。武装は50.8cm砲や誘導荷電粒子砲など、PC版の改ドレッドノートに似た武装になっており、ドレッドノート同様に浮上し砲撃戦を挑んでくる。「試作βレーザー」という専用武装を装備している。
超巨大爆撃機「アルケオプテリクス」
PC版では機体のカラーリングが迷彩であったが、PS2版では赤に変更されている。
超巨大双胴強襲揚陸艦「デュアルクレイター」
超高速巡洋戦艦「シュトゥルムヴィント」
PS2版ではヴィルベルヴィントの同形強化型として登場、PC版の「改」に近い武装になっており、速力が92ノットに増加している他、装甲や火力の強化が施されている。
超巨大レーザー戦艦「グロース・シュトラール」
海外版では名前が「Trollslegur」に変更されている。
超巨大未確認飛行物体「ヴリルオーディン」
PC版と同様リングレーザーや50.8cm砲による攻撃は健在だが、若干デザインが変更されている。ヴリルオーディンのみ、高速で回転しながら武装を連射する特殊技を持つ。ゲーム中では「超巨大未確認飛行物体」と呼ばれているが、攻略本ではエクストラキットと同じく「巨大円盤型攻撃機」になっている。
超巨大航空戦艦「ムスペルヘイム」
PS2版の前作にあたる鋼鉄の咆哮2 ウォーシップガンナーと同様のモデルになっているため、中央がグロース・シュトラール級の改良型になり、空母部分もレイアウトが変更されて艦全体では左右対称になっており、新たにウォータージェットのようなものが装備されている。そのためPC版とは全く別のデザインになっている。PS2版には重力砲や圧縮プラズマは存在しないため、PC版より性能は格段に下がっている。
超巨大双胴戦艦「ハリマ」
PS2版では名称がカタカナ表記となっている。
超巨大ドリル戦艦「アラハバキ」
PC版と違いドリルの形状や噴進砲の基数、船体色など若干デザインに変更がある。ハリマと同様に名称がカタカナ表記となっている。ドリルの威力がPC版と違い格段に上昇しており、数秒触れただけでも致命傷になる。
超巨大ドリル戦艦「アマテラス」
アラハバキの同型艦。火力・装甲・速力が強化されている。ウィルシア軍極東艦隊の旗艦でもある。
超巨大氷山空母「ハボクック」
超巨大戦艦「ヴォルケンクラッツァー」
ヴォルケンクラッツァー2の前座として登場する。海外版では名前が「Druna Skass」に変更されている。
超巨大戦艦「ヴォルケンクラッツァー2」
PS2版での改良型ヴォルケンクラッツァーで、ヴォルケンクラッツァーの純粋な強化型。元は2EKでの「超ヴォルケンクラッツァー」のデザインだが、対空装備の数や、レールガンの形状など細かい違いがある。海外版では名前が「Druna SkassⅡ」に変更されている。
超巨大戦艦「ルフトシュピーゲルング」
PC版とは違いヴォルケンクラッツァー2の強化型として登場。自我を持ち、2周目のみ戦える。海外版では名前が「Sifurbor Negle」に変更されている。
超巨大ドリル戦艦「アラハバキ2」
おまけエリアに登場するアラハバキの発展改良型。モデルは2EXでの「超荒覇吐」のデザインだが、細かい違いがある。